# Torpes (Doubs)
Torpes és un municipi francès situat al departament del Doubs i a la regió de Borgonya - Franc Comtat. L'any 2007 tenia 788 habitants.

## Demografia

### Població
El 2007 la població de fet de Torpes era de 788 persones. Hi havia 308 famílies de les quals 80 eren unipersonals (40 homes vivint sols i 40 dones vivint soles), 92 parelles sense fills, 124 parelles amb fills i 12 famílies monoparentals amb fills.
La població ha evolucionat segons el següent gràfic:
Habitants censats

### Habitatges
El 2007 hi havia 342 habitatges, 309 eren l'habitatge principal de la família, 5 eren segones residències i 28 estaven desocupats. 268 eren cases i 74 eren apartaments. Dels 309 habitatges principals, 238 estaven ocupats pels seus propietaris, 65 estaven llogats i ocupats pels llogaters i 6 estaven cedits a títol gratuït; 2 tenien una cambra, 18 en tenien dues, 43 en tenien tres, 83 en tenien quatre i 163 en tenien cinc o més. 285 habitatges disposaven pel capbaix d'una plaça de pàrquing. A 132 habitatges hi havia un automòbil i a 155 n'hi havia dos o més.

### Piràmide de població
La piràmide de població per edats i sexe el 2009 era:
| Homes | Edats   | Dones |
| ----- | ------- | ----- |
| 0     | 95 o +  | 0     |
| 0     | 90 a 94 | 4     |
| 4     | 85 a 89 | 0     |
| 8     | 80 a 84 | 8     |
| 24    | 75 a 79 | 16    |
| 16    | 70 a 74 | 28    |
| 0     | 65 a 69 | 16    |
| 16    | 60 a 64 | 8     |
| 4     | 55 a 59 | 8     |
| 28    | 50 a 54 | 16    |
| 28    | 45 a 49 | 32    |
| 12    | 40 a 44 | 20    |
| 40    | 35 a 39 | 32    |
| 40    | 30 a 34 | 40    |
| 24    | 25 a 29 | 16    |
| 4     | 20 a 24 | 12    |
| 12    | 15 a 19 | 4     |
| 12    | 10 a 14 | 32    |
| 28    | 5 a 9   | 44    |
| 48    | 0 a 4   | 12    |

## Economia
El 2007 la població en edat de treballar era de 515 persones, 385 eren actives i 130 eren inactives. De les 385 persones actives 364 estaven ocupades (193 homes i 171 dones) i 21 estaven aturades (7 homes i 14 dones). De les 130 persones inactives 41 estaven jubilades, 53 estaven estudiant i 36 estaven classificades com a «altres inactius».

### Ingressos
El 2009 a Torpes hi havia 343 unitats fiscals que integraven 930,5 persones, la mediana anual d'ingressos fiscals per persona era de 19.304 €.

### Activitats econòmiques
Dels 24 establiments que hi havia el 2007, 1 era d'una empresa extractiva, 1 d'una empresa alimentària, 2 d'empreses de fabricació de material elèctric, 3 d'empreses de fabricació d'altres productes industrials, 6 d'empreses de construcció, 4 d'empreses de comerç i reparació d'automòbils, 1 d'una empresa de transport, 1 d'una empresa d'informació i comunicació, 3 d'empreses immobiliàries i 2 d'empreses classificades com a «altres activitats de serveis».
Dels 7 establiments de servei als particulars que hi havia el 2009, 1 era un taller de reparació d'automòbils i de material agrícola, 1 paleta, 1 fusteria, 1 lampisteria, 1 electricista, 1 empresa de construcció i 1 perruqueria.
L'únic establiment comercial que hi havia el 2009 era una fleca.
L'any 2000 a Torpes hi havia 6 explotacions agrícoles.

## Equipaments sanitaris i escolars
El 2009 hi havia una escola elemental.

## Poblacions més properes
El següent diagrama mostra les poblacions més properes.